# Asahi-Kompositionspreis für Blasorchester
Der Asahi-Kompositionspreis für Blasorchester (jap. 朝日作曲賞, Asahi Sakkyokushō, engl. Asahi Composition Award for Wind Orchestra) ist ein japanischer Musikpreis, der seit 1990 alljährlich im Rahmen eines Kompositionswettbewerbs für Blasorchester vergeben wird. Er steht unter der Schirmherrschaft der Zeitung Asahi Shimbun und der „Alljapanischen Blasmusikvereinigung“ (engl. „All Japan Band Association“, kurz: AJBA). Ziel ist es zum einen neue Kompositionen für Blasmusik zu befördern. Zum anderen gibt es einen Wettbewerbsanteil, in dem ein Prüfungsstück vorgetragen wird.
Bis 2007 musste als Prüfungsstück ein drei- bis vierminütiger Marsch dargeboten werden im Wechsel mit einem anderen Musikstück als einem Marsch im Folgejahr. Seit 2007 sind daneben auch alle von Blasmusikorchestern zur Darbietung gebrachten Originalstücke als Pflicht- bzw. Prüfungsstücke zugelassen. Die in einem Jahr ausgezeichnete Komposition bzw. das ausgezeichnete Musikstück ist zugleich das Prüfungsstück für den im darauffolgenden Jahr abgehaltenen Wettbewerbsteil. Neben dieser Auszeichnung gibt es zudem den gleichnamigen „Asahi-Kompositionspreis für Chöre“. Die offizielle Bezeichnung lautet damit „Asahi-Kompositionspreis“. Zur Unterscheidung der beiden Preise ist die Sparte Blasmusik hier im Titel explizit angegeben.

## Preisträger
| Jahr | Komposition                                                              | Komponist          |
| ---- | ------------------------------------------------------------------------ | ------------------ |
| 1990 | 斜影の遺跡 Stones in Time (Shaei no iseki)                               | Kawade Tomoki      |
| 1991 | nicht vergeben                                                           | nicht vergeben     |
| 1992 | ターンブル・マーチ Turnbull March                                        | Kawabe Shin        |
| 1993 | パルス・モーションII Pulse Motion II                                     | Kawasaki Miho      |
| 1994 | ラメセスⅡ世 Marsch Ramses 2                                              | Yūichi Abe         |
| 1995 | 交響的譚詩 〜吹奏楽のための Symphonic Ballade for Band                   | Tsuyuki Masato     |
| 1996 | ライジング・サン Marsch The Rising Sun                                   | Arai Chieko        |
| 1997 | 童夢 Warabe-Uta Fantasy                                                  | Matsuo Yoshio      |
| 1998 | マーチ・グリーン・フォレスト Marsch Green Forest                         | Naitō Jun’ichi     |
| 1999 | 道祖神の詩 Chant for Dōsojin                                             | Fukushima Hirokazu |
| 2000 | 式典のための行進曲「栄光をたたえて Triumphmarsch Under the Flag of Glory | Naitō Jun’ichi     |
| 2001 | 吹奏楽のためのラメント Lament for Wind Orchestra                         | Koh Chang-su       |
| 2002 | ウィナーズ 吹奏楽のための行進曲 Winners Concert March for Wind Orchestra | Suwa Masahiko      |
| 2003 | 吹奏楽のための「風之舞」 Dancing in the Wind -Kaze-no-Mai-               | Fukuda Yōsuke      |
| 2004 | パクス・ロマーナ Pax Romana                                              | Matsuo Yoshio      |
| 2005 | 架空の伝説のための前奏曲 Legendary Prelude                               | Yamauchi Masahiro  |
| 2006 | ピッコロマーチ Piccolo March                                             | Tajima Tsutomu     |
| 2007 | ブライアンの休日 Brian's Holiday                                         | Naitō Jun’ichi     |
| 2008 | 16世紀のシャンソンによる変奏曲 Variations on a 16th Century Chanson      | Suwa Masahiko      |
| 2009 | 迷走するサラバンド Sarabande Divergents                                  | Hirose Masakazu    |
| 2010 | ライヴリー アヴェニュー Marsch Lively Avenue                             | Horita Yōichi      |
| 2011 | さくらのうた Sakura Song                                                 | Fukuda Yōsuke      |
| 2012 | 勇者のマズルカ Mazurka                                                   | Misawa Kei         |
| 2013 | 最果ての城のゼビア The Farthest Castle                                   | Nakanishi Eisuke   |
| 2014 | 天空の旅 －吹奏楽のための譚詩－ Ballade für Bläser (Tenkū no tabi)       | Ishihara Yūtarō    |
| 2015 | マーチ・スカイブルー・ドリーム Marsch Sky Blue Dream                     | Yatō Manabu        |
| 2016 | スケルツァンド Scherzando                                                | Ehara Daisuke      |
| 2017 | 古き森の戦記 Old Forest Chronicle                                        | Shiomi Yasushi     |
| 2018 | あんたがたどこさ Antagatadokosa                                          | Hayashi Daichi     |
| 2019 | トイズ・パレード Toys Parade                                             | Hirayama Yuichi    |